# Offensive de Deraa (2021)
Ne doit pas être confondu avec Manifestations de Deraa, Bataille de Deraa ou Offensive de Deraa (2018).
- Territoire contrôlé par le gouvernement syrien et ses alliés
- Territoire contrôlé par les rebelles de l'Armée syrienne libre et ses alliés
- Territoire contrôlé par les rebelles et par le gouvernement syrien

Guerre civile syrienne
Batailles
L'offensive de Deraa de 2021 a lieu pendant la guerre civile syrienne. Elle oppose des combattants rebelles alignés avec l'Armée syrienne libre (ASL) et les forces gouvernementales syriennes dans le gouvernorat de Deraa, en Syrie. Les affrontements ont commencé le 29 juillet 2021, après le début d'une opération gouvernementale contre les cellules insurgées de l'ASL dans la ville de Deraa, actives depuis 2018 après la défaite des forces rebelles dans la province lors de l'offensive de Deraa en 2018.

## Contexte
En 2018, une vaste offensive permet au régime syrien de reconquérir l'essentiel du gouvernorat de Deraa. Le Front du Sud, la principale organisation rebelle de la région, accepte alors de conclure un accord de « réconciliation » avec le régime. Celui-ci prévoit la remise des armes lourdes et moyennes par les rebelles et le retour des institutions étatiques en échange d'un cessez-le-feu et d'une amnistie.
Après le reconquête de la région de Deraa par le régime, 150 000 opposants commencent une procédure de « régularisation » censée les prémunir contre toute arrestation et accorder aux hommes âgés de 18 à 42 ans un délai de six mois avant d'être enrôlés dans l'armée. Selon Le Monde : « Les troupes pro-Assad se sont déployées sur les grands axes de communication, dans un grand nombre de villages, et ont confisqué les pièces d’artillerie et les blindés aux mains de leurs adversaires. Mais dans les principales localités, comme Deraa Al-Balad, Tafas, Busra Al-Sham ou Tal Shihab, moyennant le remplacement du drapeau de la révolution par la bannière du régime et le retour des fonctionnaires fidèles à Damas, les ex-rebelles ont pu conserver leurs armes légères et le petit pouvoir qui va avec ». La police militaire russe veille au respect des accords de « réconciliation », l'armée syrienne ne se déploie pas dans les quartiers sud de Deraa et dans les anciens villages rebelles, mais les Moukhabarat, les services de renseignement syriens, se réimplantent progressivement dans la région et procèdent à des vagues d'arrestations malgré les accords (anciens rebelles réconciliés, anciens Casques Blancs et activistes sont notamment arrêtés),. La situation varie cependant en fonction des localités : celles prises d'assaut par les loyalistes pendant l'offensive restent contrôlées par les soldats et les miliciens du régime, tandis que dans celles qui avaient négocié leur capitulation et accepté l'« accord de réconciliation », les ex-rebelles assurent l'autorité locale avec une présence de la police militaire russe.
Rapidement, des heurts opposent loyalistes et ex-rebelles et les accords ne sont pas totalement respectés. Diverses manifestations, confrontations, assassinats et arrestations arbitraires continuent d'avoir lieu malgré l'accord de réconciliation. Plusieurs personnes, dont d'anciens chefs rebelles, sont arrêtés par les Moukhabarat,. Plusieurs milliers de jeunes de Deraa sont également convoqués pour effectuer leur service militaire et plusieurs anciens leaders de la rébellion appellent alors à la désobéissance civile. En novembre 2018, d'anciens combattants de l'Armée syrienne libre fondent la « Résistance populaire », un mouvement clandestin qui mène des embuscades, posent des engins explosifs et attaquent des checkpoints et des casernes tenus par les soldats du régime et les miliciens chiites ,. Entre juin 2019 et août 2021, l'Observatoire syrien des droits de l'homme (OSDH) recense au moins 1 162 attaques ayant causé la mort d'au moins 806 personnes, dont 367 combattants pro-régime, 143 ex-rebelles, 27 miliciens du Hezbollah ou de milices pro-iraniennes et 237 civils, dont 14 femmes et 24 enfants.
Le 16 mars 2021, un convoi de deux camions militaires et deux minibus en route pour arrêter un chef rebelle tombe dans une embuscade près du village de Mzirib. Au moins 21 soldats du régime sont tués et sept autres sont blessés.
En mai 2021, l'élection présidentielle est largement boycottée dans la région de Deraa et plusieurs manifestations anti-Assad sont observées,,. Des responsables refusent d'organiser les élections, dont ils contestent la légitimité.
Le 25 juin, les forces du régime commencent à assiéger certains quartiers rebelles, coupant l’eau, l’électricité et les approvisionnements,. Selon L'Orient-Le Jour : « Cette manœuvre faisait suite à une réunion au cours de laquelle un policier militaire russe avait demandé au comité représentatif des habitants de Deraa que ces derniers restituent leurs armes légères en échange de plusieurs faveurs, comme le démantèlement des milices pro-Damas. Une proposition refusée par la population, qui pointait du doigt la violation de l’accord de réconciliation négocié par Moscou entre l’opposition et le gouvernement en juillet 2018 ».

## Déroulement
Le 29 juillet 2021, de violents combats éclatent dans la ville de Deraa. Ils débutent par des tirs d'obus loyalistes contre les quartiers de Deraa al-Balad et Tarik-Al-Sad, assiégés depuis plus d'un mois,,. Les forces de la 4e division blindée de l'armée syrienne et des milices chiites pro-iraniennes font ensuite une incursion militaire depuis les axes de Gharz, al-Bahar et la place Bosra,. Les rebelles mènent alors une contre-attaque et s'emparent de plusieurs positions du régime. Selon l'OSDH, au moins 32 personnes sont tuées, dont neuf soldats loyalistes, onze rebelles et douze civils,. Environ 24 000 des 55 000 habitants de Deraa al-Balad prennent la fuite. Une quarantaine de soldats sont également faits prisonniers par les rebelles, dont 25 au poste du village de Saida et plusieurs membres des services de renseignement de la Force aérienne syrienne à al-Hirak. Le lendemain, des pourparlers sont engagés entre l'armée syrienne, des responsables sécuritaires et un comité regroupant des habitants de Deraa. Une trêve fragile est alors adoptée avec la médiation de la Russie qui tente de maintenir le statu quo,,. L'accord prévoit principalement l'évacuation d'une centaine d'insurgés vers les territoires rebelles du nord du pays et la remise des armes des combattants restants en échange de la levée du siège. Plus de 50 rebelles quittent la région de Deraa dans les derniers jours d'août. Les forces pro-Assad bloquent l'approvisionnement en nourriture, médicaments et carburant du quartier, mais ouvrent brièvement un couloir pour que les civils (femmes et mineurs de 15 ans uniquement) puissent en sortir. Selon l'ONU, les combats ont alors fait 38 000 déplacés en l'espace d'un mois.
Cependant le 29 août, le comité de Deraa, affilié à l'opposition, déclare que l'accord de trêve « s'est effondré » en raison des violations du régime syrien et de l'insistance du gouvernement à appliquer des mesures non reconnues dans l'accord initial. Le lendemain, l'armée syrienne intensifie ses tirs d'artillerie contre le quartier de Deraa al-Balad. Les rebelles attaquent alors plusieurs postes de contrôle dans la région : au moins quatre soldats loyalistes sont tués et quinze blessés à Sanamein et Nawa selon l'agence SANA, ainsi qu'au moins un rebelle et un civil d'après l'OSDH,. Le 31 août, la 4e division blindée du général Maher el-Assad et les milices pro-iraniennes intensifient leur offensive. Des dizaines de missiles sont tirés sur le quartier de Deraa al-Balad. Selon Ayman Abu Noqta, porte-parole de Horan Free League, un collectif de la province de Deraa, plus de 253 missiles de type sol-sol et roquettes russes Golan frappent Deraa en 75 jours de siège.
Le 1er septembre, après un mois de bombardements intenses du régime, un nouveau cessez-le-feu est négocié,. Celui-ci prévoit notamment une présence des services de sécurité syriens, l'installation de quatre barrages militaires à Deraa el-Balad et le désarmement total ou l'expulsion des anciens rebelles en échange de la levée du siège,,. Le 8 septembre, dans le cadre de l'accord de trêve, les forces du régime entrent dans les quartiers rebelles de Deraa al-Balad. De fait, la ville de Deraa repasse presque entièrement sous le contrôle du régime,. Selon Laure Stephan, journaliste au Monde : « Le régime Assad, qui avait accepté à contrecœur les accords de 2018, initiative de son envahissant allié russe, a fini par avoir le dernier mot ».

## Réactions
Des manifestations ont eu lieu en soutien aux rebelles à Deraa dans les villes d'Idleb et d'Al-Bab tenues par l'opposition.
Le 5 août, la Haut-Commissaire aux droits de l'homme des Nations unies dénonce les exactions (expulsions des habitants, saisie des biens, vols, restrictions de mouvement) par les forces du régime et exhorte à respecter le droit international humanitaire de protection des civils, alors que les chars sont stationnés dans des quartiers habités et que des postes de contrôles sont établis dans des maisons saisies, et qu'au moins 8 civils ont été tués par des frappes au sol de l'armée syrienne.
Le 27 août, Amnesty international dénonce un siège mortel et appelle le gouvernement syrien à lever le siège, autoriser l'entrée de bien de première nécessité et accepter les évacuations médicales pour les personnes nécessitant des soins.

## Bilan humain
Le bilan humain des combats n'est pas connu. Selon le Bureau de documentation des martyrs de Deraa, au moins 16 civils et 23 combattants ont été tués entre le 29 juillet et le 31 août lors du siège de Deraa Al-Balad.